# Deutsche Poolbillard-Meisterschaft 1999 (Damen)
Die Deutsche Poolbillard-Meisterschaft 1999 war die 19. Austragung zur Ermittlung der nationalen Meistertitel der Damen in der Billardvariante Poolbillard. Sie wurde vom 12. bis 18. Juli 1999 in Lübeck ausgetragen.
Es wurden die Deutschen Meisterinnen in den Disziplinen 14/1 endlos, 8-Ball, 9-Ball und 8-Ball-Pokal ermittelt.

## Medaillengewinnerinnen
| Disziplin    | Gold                         | Silber                         | Bronze                         | Bronze                   |
| ------------ | ---------------------------- | ------------------------------ | ------------------------------ | ------------------------ |
| 14/1 endlos  | Daniela Husseneder (München) | Diana Stateczny (Bochum)       | Franziska Stark (Schwetzingen) | Susanne Wessel (Castrop) |
| 8-Ball       | Daniela Husseneder (München) | Franziska Stark (Schwetzingen) | Viktoria Scholz (Aachen)       | Susanne Wessel (Castrop) |
| 9-Ball       | Karin Mayet (München)        | Sandra Ortner (Böblingen)      | Daniela Husseneder (München)   | Trixi Dutz (Leverkusen)  |
| 8-Ball-Pokal | Janine Schwan (Stolberg)     | Susanne Wolf (Saarbrücken)     | Daniela Husseneder (München)   | Sabiene Däneke (Bremen)  |